# Oxia Planum
L'Oxia Planum è una struttura geologica della superficie di Marte.
Vecchia di 3,9 miliardi di anni, è una delle maggiori distese pianeggianti di roccia argillosa su Marte.
Nel novembre 2018 è stata scelta come sito di atterraggio per la seconda missione ExoMars.